# Жерньи
Жерньи́ (фр. Gergny) — коммуна во Франции, находится в регионе Пикардия. Департамент коммуны — Эна. Входит в состав кантона Вервен. Округ коммуны — Вервен.
Код INSEE коммуны — 02342.

## Население
Население коммуны на 2010 год составляло 152 человека.
| 1962 | 1968 | 1975 | 1982 | 1990 | 1999 | 2010 |
| ---- | ---- | ---- | ---- | ---- | ---- | ---- |
| 211  | 197  | 163  | 156  | 150  | 151  | 152  |

## Экономика
В 2010 году среди 107 человек трудоспособного возраста (15—64 лет) 68 были экономически активными, 39 — неактивными (показатель активности — 63,6 %, в 1999 году было 61,2 %). Из 68 активных жителей работали 60 человек (37 мужчин и 23 женщины), безработных было 8 (4 мужчины и 4 женщины). Среди 39 неактивных 13 человек были учениками или студентами, 12 — пенсионерами, 14 были неактивными по другим причинам.